# Swanton Morley
Swanton Morley är en civil parish i Storbritannien.   Den ligger i grevskapet Norfolk och riksdelen England, i den sydöstra delen av landet, 150 km nordost om huvudstaden London. Arean är 11,1 kvadratkilometer. Swanton Morley gränsar till Foxley.
Terrängen i Swanton Morley är platt.